# Gmina Kõo
Gmina Kõo (est. Kõo vald) – gmina wiejska w Estonii, w prowincji Viljandi.
W skład gminy wchodzi 15 wsi: Arjassaare, Arussaare, Kangrussaare, Kirivere, Koksvere, Kõo, Loopre, Maalasti, Paaksima, Paenasti, Pilistvere, Saviaugu, Soomevere, Unakvere oraz Venevere.